# کارترت، نیوجرسی
کارترت (به انگلیسی: Carteret) شهری در ایالت نیوجرسی کشور ایالات متحده آمریکا است که جمعیت آن در سرشماری سال ۲۰۱۰ میلادی، ۲۲٬۸۴۴ نفر بوده‌است.